# Stephen Mallory

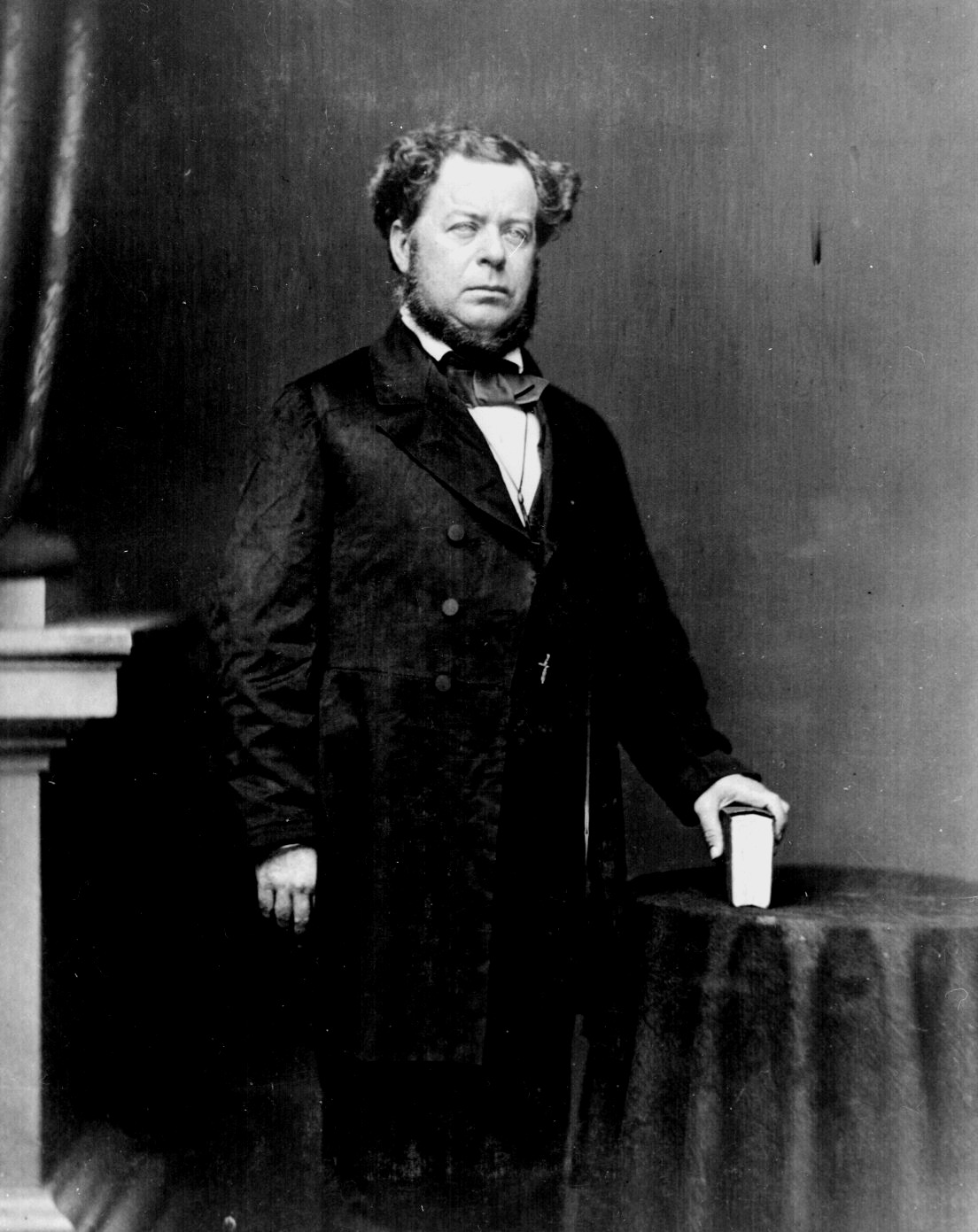
Stephen Mallory

Stephen Russell Mallory Sr (Illa de Trinitat, 1813 - Pensacola, 9 de novembre de 1873) va ser un polític nord-americà. Pare de Stephen Russell Mallory Jr (1848-1907) va ser el senador per Florida.
Nascut a Trinitat, Índies Occidentals, al voltant de l'any 1813, va emigrar als Estats Units amb els seus pares, que es van assentar a Key West, Florida, el 1820, va assistir a l'escola de la badia de Mobile i Nazareth a Pennsilvània.
Va servir al Senat dels Estats Units, com a senador (demòcrata) de Florida de 1850 a la secessió del seu estat i l'esclat de la Guerra Civil Americana.
Tot i que no era un líder en el moviment de la secessió, Mallory va seguir al seu estat fora de la Unió. Quan els Estats Confederats d'Amèrica es van formar, va ser nomenat Secretari de la Marina en el govern del president Jefferson Davis. Va ocupar el càrrec durant tota l'existència de la Confederació. A causa de la indiferència als assumptes navals per part de la majoria dels altres membres de la Confederació, Mallory va ser capaç de donar forma a l'Armada de la Confederació d'acord amb els principis que havia après durant el seu servei al Senat dels EUA. Algunes de les seves idees, com la incorporació de l'armadura en la construcció de vaixells de guerra, van tenir força èxit i es va convertir en estàndard en les marines de guerra de tot el món, de l'altra banda, la marina es va veure obstaculitzada sovint per la ineptitud administrativa al Departament de Marina. Durant la guerra, va ser debilitat políticament per una investigació del Congrés al Departament de la Marina pel seu fracàs en la defensa de Nova Orleans. Després de mesos de prendre el testimoni, la comissió investigadora va arribar a la conclusió que no tenia evidència de mala conducta per la seva part.
Mallory va dimitir després que el govern confederat fugís de Richmond al final de la guerra. Després del col·lapse final de la Confederació, ell i diversos dels seus col·legues en el gabinet van ser empresonats i acusats de traïció. Després de més d'un any de presó, l'ànim del públic s'havia suavitzat, i se li va concedir la llibertat condicional pel president Andrew Johnson.

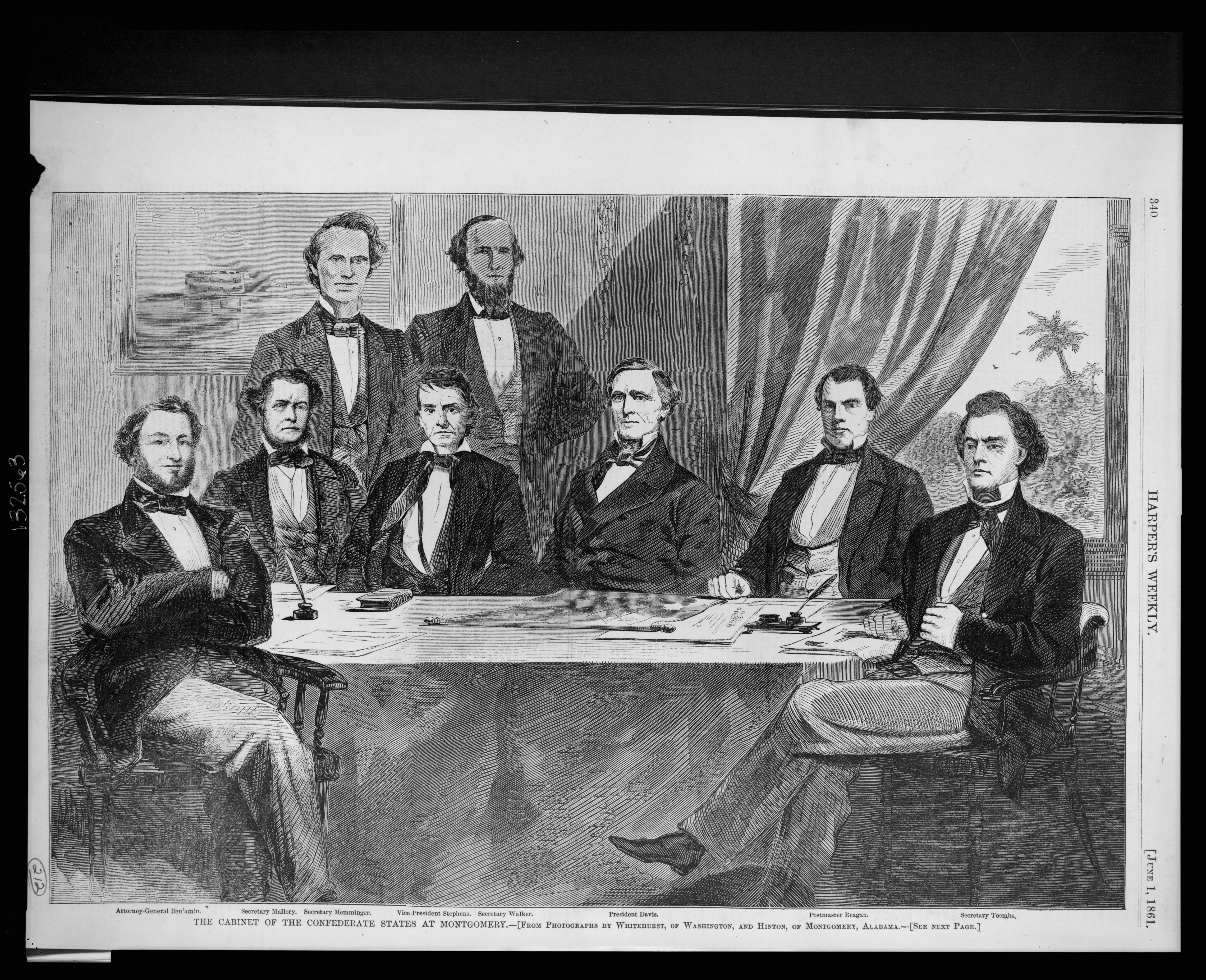
Primer Gavinet de la Confederació, E-D: Judah P. Benjamin, Stephen Mallory, Christopher Memminger, Alexander Stephens, LeRoy Pope Walker, Jefferson Davis, John H. Reagan i Robert Toombs.

Al juny de 1866, Mallory va visitar Washington, on va fer una crida a molts dels seus vells amics i adversaris polítics, entre ells el president Johnson i el secretari de Guerra Edwin M. Stanton, qui el va rebre cordialment. Ell va aconseguir el permís per tornar a la Florida, i el seu retorn es va endarrerir una mica per problemes amb la seva salut, però el 19 de juliol va arribar a casa a Pensacola.
Segons els termes de la seva llibertat condicional, a Mallory no se li va permetre ocupar càrrecs públics, de manera que es guanyava la vida mitjançant la reobertura de la seva pràctica legal. Nominalment exclòs de la política, se les va arreglar per fer que els seus punts de vista es publiquessin en cartes i editorials dels diaris de la Florida. Al principi es va instar a l'acceptació de la Unió reconstituïda i l'aquiescència de les polítiques de reconstrucció, però aviat es va sortir de l'oposició, en particular en contra del sufragi negre.
Havia patit molt ocasionalment atacs de gota, i aquests el van seguir assolant en els anys de la postguerra. L'hivern del 1871-1872 va començar a queixar-se del seu cor i la seva salut va començar a deteriorar-se. No obstant això, es va mantenir malgrat tót, el final va arribar amb força rapidesa. El 8 de novembre de 1873, va començar a sentir-se malament. Va morir en el matí del 9 de novembre. Va ser enterrat al cementiri de Sant Miquel, de Pensacola, Florida.